# Berchem Sport
Koninklijk Berchem Sport 2004 – belgijski klub piłkarski z siedzibą w Berchem.

## Historia
Koninklijk Berchem Sport 2004 został założony w 13 sierpnia 1906 jako Berchem Sport. 22 kwietnia 1908 w klubie utworzono sekcje piłkarską. W Eerste klasse Berchem zadebiutowało w 1922. W pierwszej lidze klub występował do 1933. 
W 1931 klub zmienił nazwę na Royal Berchem Sport. Najlepszy okres w historii klubu to przełom lat 40. i 50. Berchem występowało wówczas przez kolejne 16 sezonów w pierwszej lidze w latach 1943–1960. W tym czasie klub osiągnął największe sukcesy w swojej historii zdobywając trzykrotnie z rzędu w latach 1949–1951 wicemistrzostwo Belgii. Kolejne pobyty Berchem w Eerste klasse w latach 1962–1966, 1972-1976, 1978-1981 nie były już tak udane. W 1967 klub zmienił nazwę na Koninklijk Berchem Sport. Ostatni raz w pierwszej lidze klub wystąpił w sezonie 1986–1987. Ogółem w latach 1922–1987 Berchem Sport występował w Eerste klasse przez 41 sezonów. W 1990 klub spadł do trzeciej, a osiem lat później do czwartej ligi. W 2005 klub po raz kolejny zmienił nazwę na obecną Koninklijk Berchem Sport 2004. W 2012 Berchem Sport awansował do Derde klasse (trzecia liga).

## Sukcesy
- Wicemistrzostwo Belgii (3): 1949, 1950, 1951.

## Nazwy klubu
- Berchem Sport (1906–1931)
- Royal Berchem Sport (1931–1967)
- Koninklijk Berchem Sport (1967–2005)
- Koninklijk Berchem Sport 2004 (2005- )

## Reprezentanci kraju grający w klubie
| - Léon Aernaudts - Henri Coppens - Albert De Hert - Nic Hoydonckx - Ludo Coeck - Marcel Dries - Constant Joacim - Eric Van Meir | - Joseph Nelis - Émile Stijnen - Arsen Awetisjan - Pasi Tauriainen - Stanisław Gzil - Verner Lička - Ousmane Sanou - Lassaad Abdelli |

## Trenerzy klubu
- Denis Neville (1952–53)
- Géza Toldi (1958–60)
- Henri Coppens (1971-74)
- Henri Coppens (1978-81)

## Sezony wEerste klasse
| Sezon   | Uzyskane Miejsce |
| ------- | ---------------- |
| 1922-23 | 10               |
| 1923-24 | 10               |
| 1924-25 | 7                |
| 1925-26 | 6                |
| 1926-27 | 5                |
| 1927-28 | 4                |
| 1928-29 | 8                |
| 1929-30 | 12               |
| 1930-31 | 3                |
| 1931-32 | 5                |
| 1932-33 | 14 (spadek)      |
| 1934-35 | 9                |
| 1935-36 | 14 (spadek)      |
| 1943-44 | 6                |
| 1945–46 | 7                |
| 1946-47 | 6                |
| 1947-48 | 7                |
| 1948-49 | 2                |
| 1949-50 | 2                |
| 1950-51 | 2                |
| 1951-52 | 10               |
| 1952-53 | 11               |
| 1953-54 | 11               |
| 1954-55 | 5                |
| 1955-56 | 4                |
| 1956-57 | 10               |
| 1957-58 | 13               |
| 1958-59 | 10               |
| 1959-60 | 15 (spadek)      |
| 1962-63 | 14               |
| 1963-64 | 15               |
| 1964-65 | 14               |
| 1965-66 | 15 (spadek)      |
| 1972-73 | 8                |
| 1973-74 | 14               |
| 1974-75 | 15               |
| 1975–76 | 18 (spadek)      |
| 1978-79 | 15               |
| 1979-80 | 16               |
| 1980-81 | 18 (spadek)      |
| 1986-87 | 18 (spadek)      |